# Oppidum

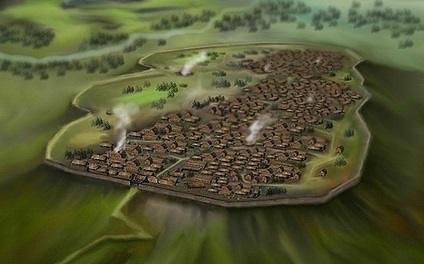
Oppidum celta de l'Europa Central, segle I aC

El terme oppidum (del llatí oppidum, pl. oppida: lloc elevat, fortificació) és un terme genèric que designa un lloc elevat, un turó o altiplà, les defenses naturals del qual s’han vist reforçades per la intervenció humana.

## Característiques

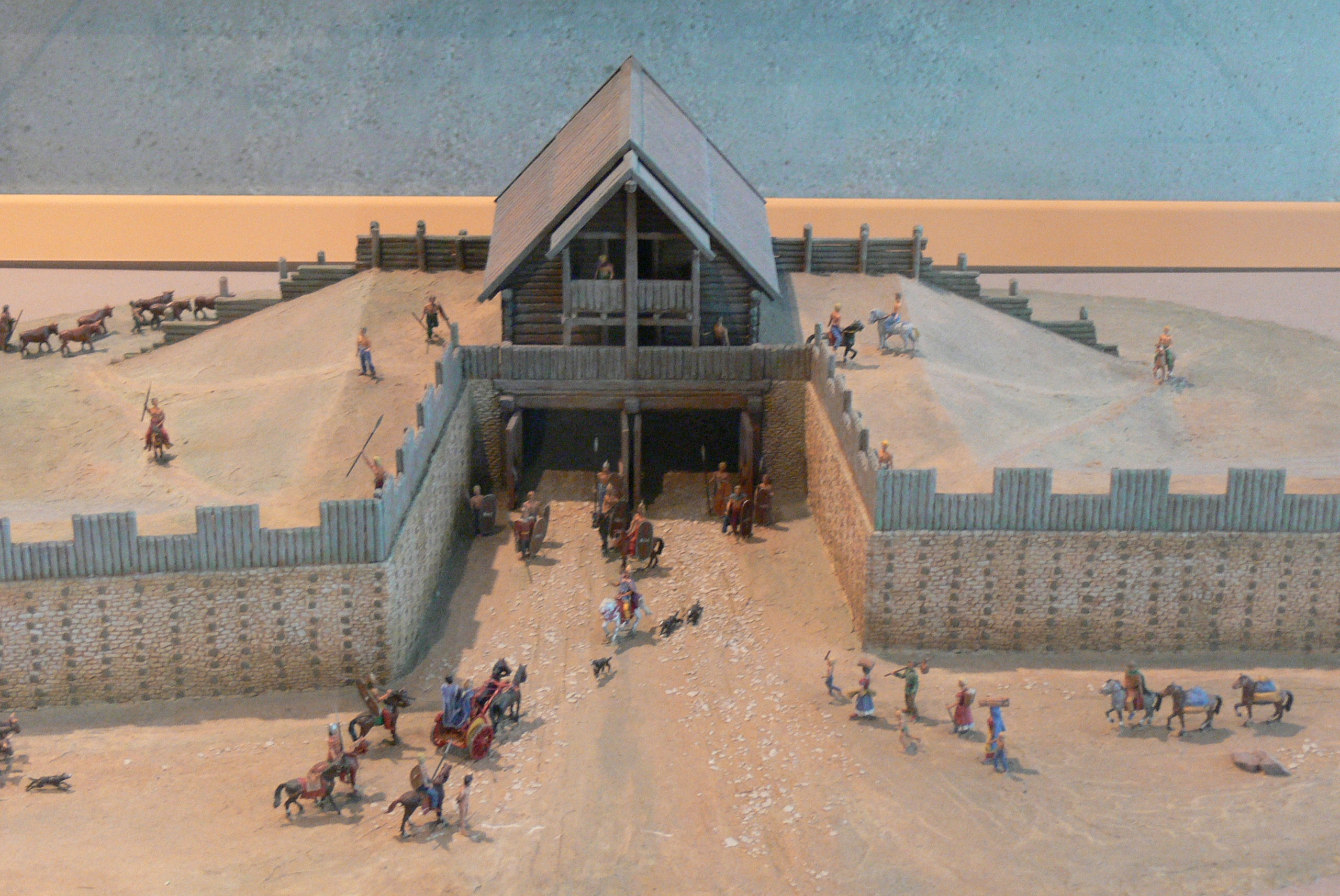
Maqueta de l'entrada de loppidum celta de Manching, a l'actual Baviera

Els oppida s’establien, generalment, pel domini de terres aptes pel cultiu o com a refugi fortificat que podia tenir parts habitables. Apareix en nombroses fonts històriques com el De bello gallico de Juli Cèsar, per a referir-se a un lloc concret relacionat amb un assentament poblacional, i sembla que el seu origen s’atribueix a la descripció dels assentaments gals, que es van enfrontar a les campanyes de Juli Cèsar durant la invasió de la Gàl·lia. No obstant això, aquest concepte d’assentament gal, no és possible extrapolar-lo per les seves diferents característiques al món ibèric. El concepte d’oppidum llatí comporta una idea de fortificació, però sempre depenent de la superfície i de la posició geogràfica de l’assentament. Els seus murs són de terra i pedres, reforçats amb unes travesseres de fusta unides perpendicularment per uns llargs claus de ferro (20 a 30 cm.). Aquest tipus de mur característic dels oppida gals es denomina murus gallicus. El nom d’oppidum s’utilitza, genèricament, per a designar llocs de diferent amplitud, que poden anar des d'1 o 2 fins a diverses centenes d'hectàrees.
Els llocs coneguts amb aquest nom van poder ser utilitzats des de principis de la primera Edat de Ferro fins al segle i. Des d’una perspectiva de superfície, un oppidum correspondria a un assentament de segona categoria, per sota de l'urbs, de major magnitud i vertader centre urbà. Per altra part, també hauria de diferenciar-se del castellum, terme associat a una fortificació a l’altura, de petites dimensions.
Aquests termes llatins ens poden ajudar a la classificació de les diferents formes d’assentaments ibèrics, però no són prou absoluts per poder fer una classificació categòrica. En el món ibèric aquests termes es sobreposen i no és possible d’una manera clara, veure les diferències entre ells en els jaciments ibèrics. Podem trobar jaciments que el concepte d'urbs i oppidum es confonen com passa a Ullastret (Girona), i altres assentaments en els que és difícil veure la línia diferenciadora entre oppidum i castellum com en el cas de la Moleta del Remei, al terme d'Alcanar, Tarragona. Una altra gran particularitat consisteix en el fet que en el món ibèric el concepte d'oppidum trenca l'estret àmbit del poblat o de l’assentament, per aconseguir una sèrie de territoris circumdants que depenen d’ell, tant econòmicament com políticament. La interpretació arqueològica serà fonamental per poder salvar aquestes diferents accepcions, tenint sempre en compte la dificultat d’aquesta interpretació en llocs on les restes arqueològiques no són molt nombroses, o en alguns casos són contradictoris o paradoxals.

### Tipologia
Existeixen moltes formes de muralles oppida, però predominen dues grans categories: les esculleres fortificades i les muralles o recintes tancats.

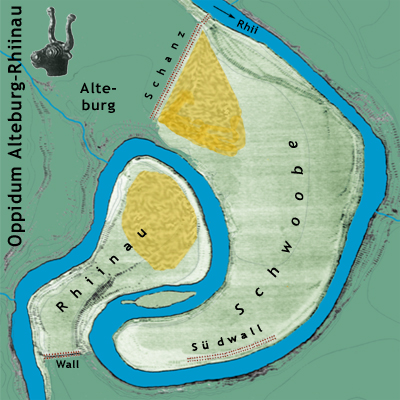
Mapa de loppidum celta d'Altenburg-Rheinau (Suïssa)

- Les esculleres fortificades poden ser de diferents tipus:
  - Els meandres barrats (ex. Besançon), o el meandre d’una costa, d’un riu… tancats per una presa. Durant La Tène final, un embassament es construïa al voltant de l'oppidum (això revela una utilitat purament simbòlica, la separació poble/camp, en cap cas militar).
  - Les confluències tancades, en les que el poble se situa entre els dos corrents d’aigua que s’uneixen; l'embassament protegeix l'obertura de l'oppidum.
  - Un precipici, l'embassament protegeix, de la mateixa manera que a les anteriors, l’obertura del poble. Malgrat tot, sempre durant el període final de la Tène, s’observa, així mateix, una fossa que rodeja aquest tipus de muralles. Aquestes tenen, encara, una funció simbòlica.

Els fossats (ex. Mont Beuvray, o Bibracte, del temps de Juli Cèsar), no tenen formes diferents. Una muralla envolta la vila, situada sobre un turó o una muntanya, la construcció de la mateixa no té en compte la topografia del terreny (ex. Donneberg).
Es pot deduir, per tant, que els oppida tenen dos grans tipus de muralles. El tret que diferencia els oppida de la Tène final d’aquells altres que daten d'un o dos segles anteriors és que les muralles són perpendiculars a les corbes del terreny i que apareixen els fossats. L'objectiu no és crear un espai militar, sinó un espai urbà.

## Situació de les ciutatsoppidum
En el continent i, particularment, a la Gàl·lia, alguns oppida poden ser considerats com les primeres formes de "viles" o com a centres "protourbans" de l’Europa bàrbara, donant lloc a la denominació de civilització dels oppida, per a designar la realitat socioeconòmica que predominava abans de la guerra de les Gàl·lies. Les dificultats per a conèixer la seva funció són diverses: en primer lloc no es coneixen les infraestructures de tots els oppida existents, només la d’aquells que l’arqueologia ens permet entreveure. Per altra part, l'opinió dels arqueòlegs també és divergent quant a la importància exacta que aquests llocs van poder tenir durant la civilització cèltica i, particularment, a la civilització gal·la que va precedir la conquesta romana.
Com ho demostren els documents sobre els llocs de Manching prop dels oppida que es troben sobre un turó de Luxemburg (Tielberg), o a Bibracte (al mont Beuvray de França) se sap que els oppida més importants, repartits regularment i en gran nombre, van ser construïts, a tot tardar, a partir del segle II abans de l'era cristiana.

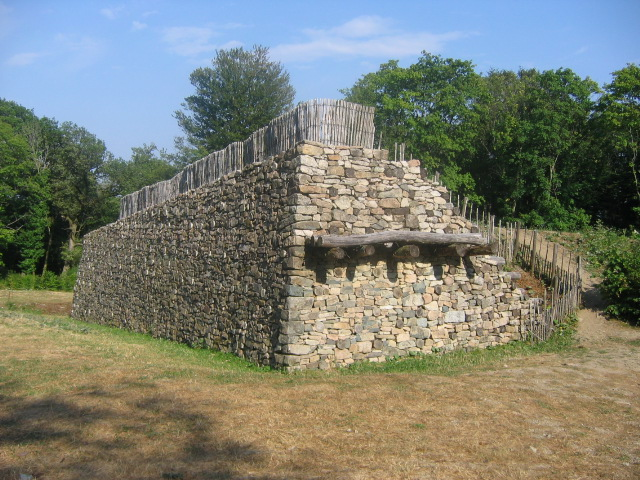
Oppidum de Bribacte

L’organització d’alguns oppida durant el període final de La Tène va poder aproximar-se, en certa manera, al model de les ciutats arcaiques del món clàssic. Sembla que, en el seu origen, el desenvolupament particular d'algun d'aquests llocs va poder estar lligat a l'existència d'un lloc de culte important (Entremont, al nord d'Ais de Provença) o l'Alèsia dels mandubis.
Segons Stéphane Fichtl (Les peuples gaulois, París, 2004) el terme de civitas utilitzat per Juli Cèsar als seus Commentaris, va poder correspondre, en determinats casos, a una realitat política en el centre de la qual l'oppidum, vertadera capital, va poder concentrar el poder polític d’un poble o d’una federació de pobles sobre els seus clients i dins d’un territori delimitat: la millor il·lustració d’aquesta hipòtesi és l'exemple dels hedus la magistratura suprema dels quals, els Vergobrets, s’exercia a l’interior d’aquest territori.
Les concentracions d’importacions mediterrànies descobertes en molts oppida' han revelat la importància que algunes d’aquestes places fortes tinguessin a les xarxes comercials que unien el món bàrbar amb el món mediterrani, molt abans del període latenià.
Alguns d’aquests oppida van poder tenir, efectivament, un major paper polític a l’època dels principats celtes del principi de l’Edat de ferro, permetent a una aristocràcia local el control de les fronteres i exercir el seu poder sobre un territori que podia abastar fins al 80 km. de diàmetre (com en el cas de Hohenasperg, a Alemanya, cf. Patrice Brun, Princes et princesses de la Celtique, París, 2000).
L'oppidum del Mont Lassois, a Côte-d'Or i que es va descobrir al mateix temps que la principesca Tomba de Vix, és un exemple d’aquestes fortaleses construïdes a finals del període de Hallstatt.

## L'oppidumcom assentament poblacional ibèric
Tenint en compte alguns factors, com són la superfície total de l’assentament, el seu emplaçament geogràfic, les seves construccions fortificades i la seva disposició urbanística; existeix una certa unanimitat entre els arqueòlegs, en classificar els poblats ibèrics del nord-est peninsular en: poblats de cim, poblats de barrera, i poblats de vessant.
Els poblats de cim es caracteritzen en primer lloc, com el seu nom indica, per estar situats en un lloc elevat. Aquesta posició s’interpreta fonamentalment com a defensiu, o com de vigilància i control sobre el territori circumdant. Normalment tenen una superfície reduïda a conseqüència de la seva situació i de l'adequació a la topografia del lloc. Acostumen a estar fortificats, encara que les seves defenses mai són de la magnitud dels poblats de barrera o de vessant, ja que la seva situació geogràfica els ofereix un elevat grau de protecció natural. El mur perimetral serà el que marcarà el límit de l’assentament, i a aquest mur se l'adossaran les construccions o habitacions utilitzant-lo com a paret de fons i obrint-se cap a un espai central. Aquest espai central normalment manca d’una funcionalitat, tampoc trobem una xarxa viària perfeccionada amb només la presència d’algunes vies estretes en la que no es documenten la presència de roderes de carro. Alguns exemples de poblats de cima en el nord-est peninsular són: Montarbat (Lloret de Mar, Girona), Castellruf (Santa Maria de Martorelles, Barcelona), o el Puig Castellar (Santa Coloma de Gramenet, Barcelona). Però un cas excepcional dins dels poblats considerats de cim és el de la Moleta del Remei (Alcanar, Tarragona). Com s’ha dit anteriorment, en aquest jaciment es confonen els conceptes clàssics de castellum i oppidum i el podem considerar un exemple evolucionat de poblat de cim. Encara que es tracta d'un poblat de cim, presenta unes característiques pròpies d’una altra tipologia d’assentaments, com poden ser els de barrera, o de vessant. La Moleta del Remei és un assentament gran (5000 m2) comparat amb els poblats de cim típics (entre 1000 i 4000 m²), trobem una fortificació amb un gruix de mur més important (3 metres) i amb la presència d’una torre de vigilància, també la utilització de l'espai central sembla que tenia una funcionalitat i per acabar existeix, encara que de forma molt incipient, una petita xarxa viària que comunica les cases i els graners.
Els poblats de barrera són els que aprofiten certs accidents naturals com penínsules, o istmes per establir un assentament que serà fortificat només per la part que no ofereix una protecció natural. Es tracta d’assentaments molt més grans que els anteriors i podem trobar extensions de fins a 40.000 m² com en el cas de l’assentament de Castellet de Banyoles (Tivissa, Tarragona). La fortificació és més important que la que hem vist en els poblats de cim, ja que la seva protecció natural és molt més reduïda. Així trobem murs molt més gruixuts, presència de fossats o l'existència d’unes torres defensives. L’urbanisme en aquests assentaments està molt més evolucionada i podem trobar una xarxa viària més regular, distingint-se unes parts d’ús públic i unes residències de diferent mida que ens indiquen una diferència social dels seus ocupants. Encara ens trobem amb uns carrers bastant estrets i no podem documentar la presència de roderes de carros, no obstant això l'amplada de certes entrades ens fa suposar que si que hi va haver tràfic rodat en aquests assentaments. Exemples de poblats de barrera són Sant Miquel (Vinebre, Tarragona), Turó Rodó (Lloret de Mar, Girona) o Sant Miquel d'Olèrdola al Penedès. Però segurament l'exemple més interessant es tracta del jaciment de les Toixoneres-Alorda Park a Calafell.

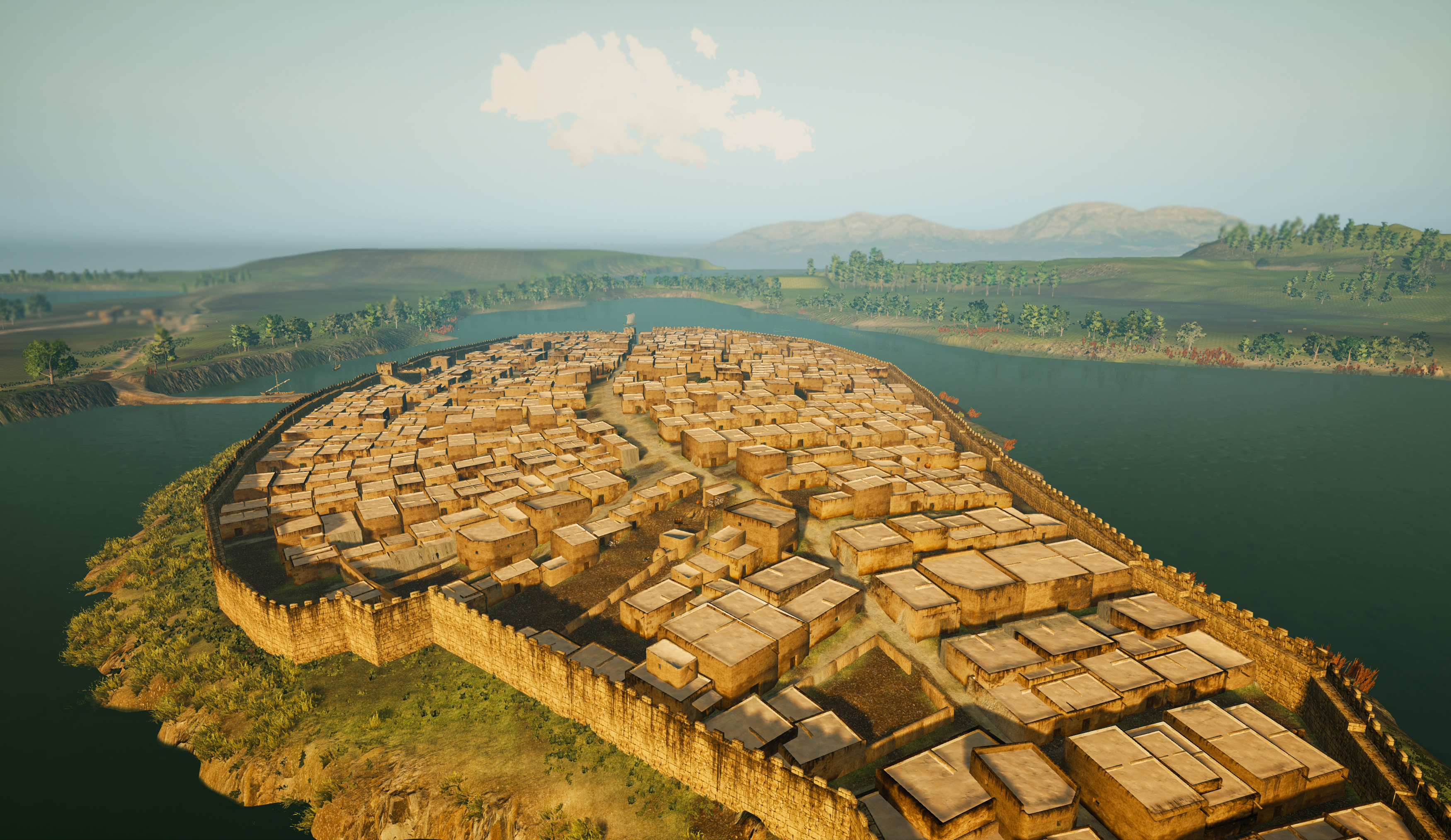
Reconstrucció del poblat ibèric d'Ullastret

Per acabar, s’ha de mencionar els anomenats poblats de vessant. Aquests assentaments aprofitarien d’alguna manera la presència d’un desnivell geogràfic, per establir un assentament que anirien estenent-se a diferents nivells. Aquests assentaments són molt més grans que els anteriors, i poden aconseguir l'extensió d’11 ha com el de Puig de Sant Andreu, a Ullastret. Les fortificacions són molt més complexes i importants, ja que són més vulnerables per la seva situació geogràfica. Hi trobem uns murs defensius de gran longitud, molt més gruixuts, i amb un elevat nombre de torres defensives, i fins i tot en alguns casos amb la presència d’uns sofisticats colzes o bastions defensius. En aquests poblats podem trobar la presència de diferents nivells d’assentament, o de terrasses, a conseqüència del seu emplaçament. Depenent de la inclinació de l'assentament, aquests nivells normalment es comunicaven entre si mitjançant escales, o mitjançant vies més o menys amples, que permetien la circulació de tràfic rodat. Alguns exemples de poblats de vessant a la zona que estem delimitant serien el poblat de Burriac a Cabrera de Mar, el Turó d’en Boscà de Badalona, o l'anteriorment citat d'Ullastret.